# 比亞沃維耶扎
52°42′14″N 23°51′09″E / 52.70389°N 23.85250°E

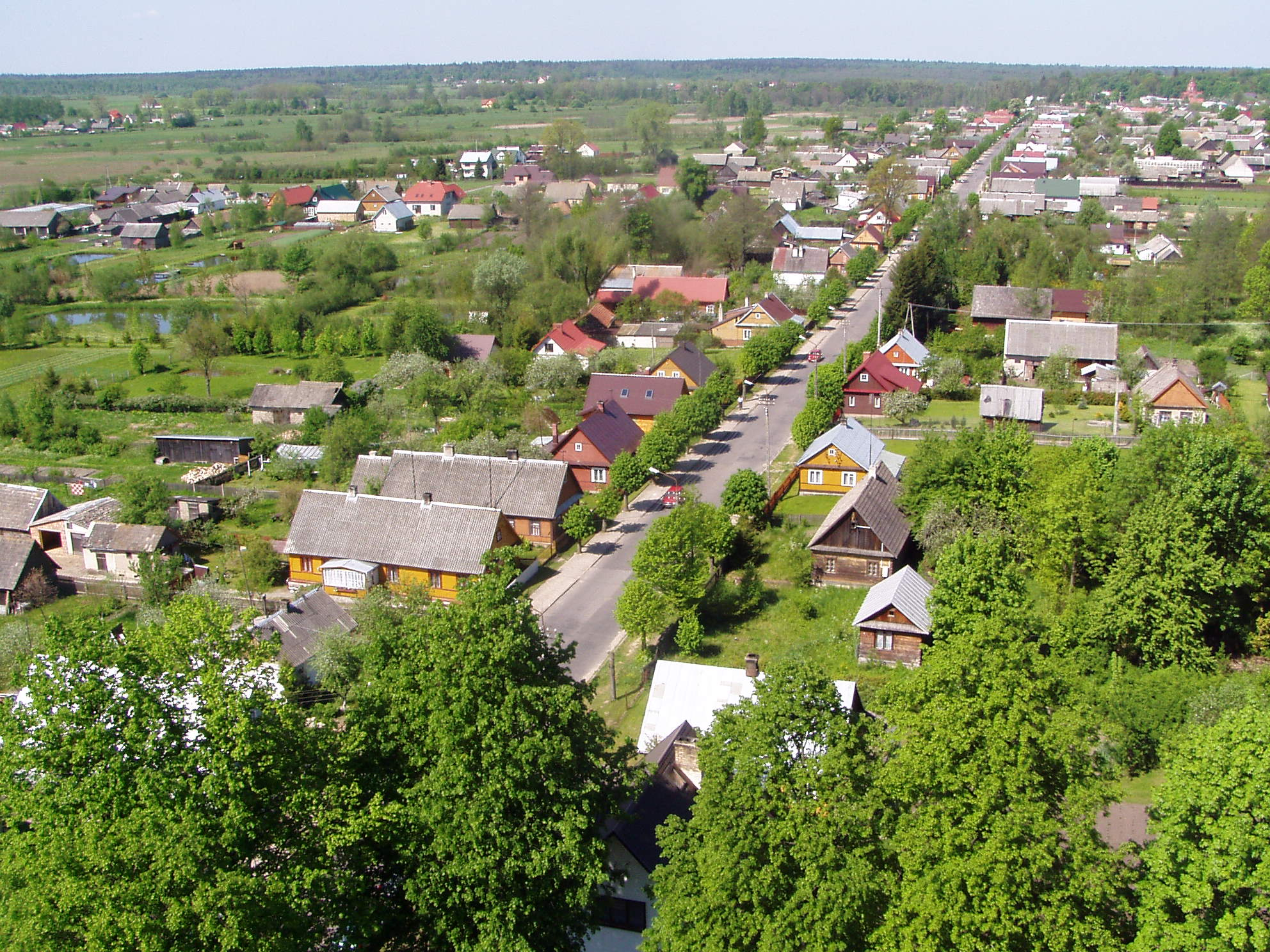
比亞沃維耶扎

比亞沃維耶扎（波蘭語：Białowieża）是波蘭東北部波德拉謝省哈伊努夫卡縣比亚沃维耶扎市镇的村庄及行政中心。该村位于比亞沃維耶扎原始森林中部，处于县府哈伊努夫卡东边21公里、省府比亚韦斯托克东南66公里处。2002年时人口数量为2,670人。

## 外部連結
- Forresters school in Białowieża （页面存档备份，存于） （波兰語）
- Nature Tours "Pygmy Owl" Arek Szymura （页面存档备份，存于）